# お化け屋敷プロデューサー

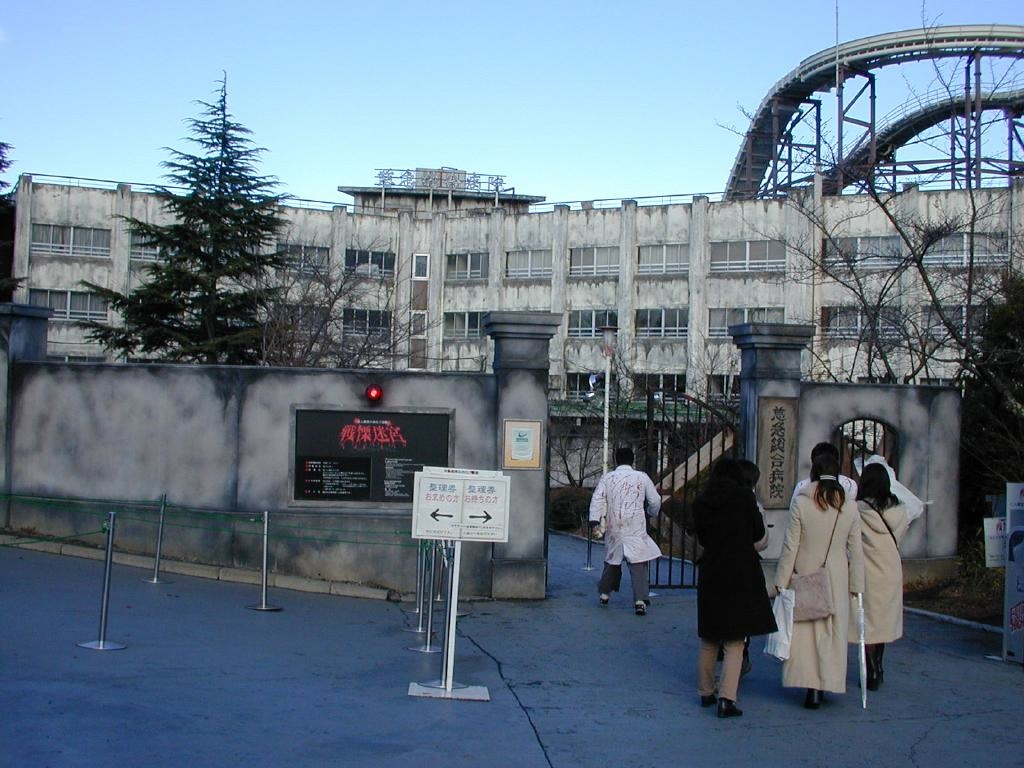

お化け屋敷プロデューサーは、主にお化け屋敷、ハロウィン、ゾンビ、ホラーアクター、VRなどのイベントプランニングをし、ホラー企画全般のアドバイザー的な役割りも担う職業。 イベントの起案、企画から、開催国や開催地域、開催施設の検討、商談、設計、施工、特殊メイク、特殊造形、美術、衣装、ヘアメイク、グッズ等の提案・手配から金銭的な調整、現場指導やホラーアクター人員のトレーニング、怖がらせ方、時に運営まで、ホラーイベント、お化け屋敷をトータルでプロデュースする仕事である。それを生かし、CD,DVD,映画、漫画、テレビ、ラジオ、ネット、書籍などへの出演、寄稿なども行う。
日本では夏季のお化け屋敷需要が高く、お化け屋敷を制作するお化け屋敷プロデューサーが存在する。
五味弘文
1992年〜。日本のお化け屋敷プロデューサー。代表作は『ザ・13ドアーズ』『憑き歯〜密七号の家〜』。オフィスバーン代表　闇
マイケル・ティー・ヤマグチ（MICHAELTY、舞帝）
1992年〜。俳優、特殊メイク、お化け屋敷制作会社ゾウンテッド代表。代表作は『ネグルシ』『赤ちゃんプレイお化け屋敷バブリミ』『ゾンビ防衛大学』『お化けバス』『ゴーストバス』アメリカ。2004年台場怪奇屋敷　創立
Coco（）
2019年〜。怪談作家、お化け屋敷プロデューサー。代表作は『京都怨霊館』『都市伝説お化け屋敷シリーズ』
京都オカルト商会のホラープランナー。